# Donje Ljubinje
Lubinjë e Poshtme en albanais et Donje Ljubinje en serbe latin (en serbe cyrillique : Доње Љубиње) est une localité du Kosovo située dans la commune/municipalité de Prizren et dans le district de Prizren/Prizren. Selon le recensement kosovar de 2011, elle compte 1 227 habitants.

## Démographie

### Évolution historique de la population dans la localité
| 1948 | 1953 | 1961 | 1971  | 1981  | 1991  | 2011  |
| ---- | ---- | ---- | ----- | ----- | ----- | ----- |
| 734  | 804  | 854  | 1 238 | 1 506 | 1 775 | 1 227 |

|  |

### Répartition de la population par nationalités (2011)
En 2011, les Bosniaques représentaient 96,01 % de la population.